# Nogomet
Nogomet je moštvena igra z žogo in eden najbolj priljubljenih športov na svetu. Zato mu pravijo tudi »najbolj priljubljena postranska stvar na svetu«
Znanih je več zvrsti nogometa. Ta članek obravnava najbolj priljubljenega, ki ga igrajo tudi na Slovenskem in mu v angleško govorečih deželah z izjemo Britanskega otočja pravijo soccer. V Severni Ameriki je priljubljen ameriški nogomet, v Avstraliji pa avstralski nogomet, nobeden izmed njiju ni posebno podoben našemu. Poleg tega poznamo tudi nogomet na plaži in mali nogomet (tudi futsal).

## Igralna površina
Igra poteka na nogometnem igrišču. Nogometno igrišče meri lahko v dolžino od 90-120 metrov, v širino pa 45-90 metrov. Igranje na igrišču s takšnimi merami pomeni ob siceršnjih dobrih pogojih igranja veljavno igralno površino. To je s travo prekrita in z belimi črtami označena štirikotna površina, veljavna pa je tudi površina z umetno travo. Pri mednarodnih tekmah mora biti dolžina med 100 in 110 metri širina pa med 64 in 75 metri. Za tekme nižjih kategorij so dovoljena tudi manjša igrišča. Sredi obeh krajših stranic stoji gol višine 8 čevljev (2,44 m) in širine 24 čevljev (7,32 m), ki je z vseh strani z izjemo ploskve, ki je obrnjena proti notranjosti igrišča, obdan z mrežo. Z belo barvo so označene še črta, ki po dolžini deli igrišče na dve enaki polovici, sredina igrišča in osrednja krožnica okoli sredine igrišča s polmerom 10 jardov (9,144 m). Pred vsakimi vrati sta ravno tako belo obrobljena dva piškota. Manjši označuje mesto, od koder se izvede knockout. Daljša stranica je od golove črte oddaljena 6 jardov (5,46 m), za toliko sta od obeh vratnic oddaljeni krajši stranici. Večji pravokotnik se imenuje kazenski prostor, v žargonu tudi šestnajsterec. Njegove stranice so od golove črte oziroma vratnic oddaljene 18 jardov (16,5 m). Znotraj kazenskega prostora je označena tudi točka, s katere se izvaja kazen - penal ali enajstmetrovko. Del krožnice s središčem v tej točki in s polmerom 10 jardov (9,5 m), ki pade izven kazenskega prostora, je ravno tako označen s črtami in označuje mesto, kjer se med izvajanjem najstrožje kazni lahko nahaja samo tisti, ki jo izvaja in tisti, ki jo prejema. Vsa štiri oglišča igralne površine so označena s polkrogi pravil, okoli njih je označena tudi četrtina krožnice polmera 1 jard (91 cm), od koder se izvaja udarec iz kota. Po pravilih FIFA-e mora biti obseg nogometne žoge na uradnih tekmovanjih med 68 in 70 cm . Premer uradne nogometne žoge je torej med 21,6 in 22,3 cm.

## Sodniki
Tekme so dolgo sodili po trije sodniki, pred nekaj leti so uvedli še četrtega. Dolgo so bili skoraj brez izjeme oblečeni v oblačila črne barve (od tod pogovorni izraz »možje v črnem«), pred leti pa so se začeli oblačiti tudi v oblačila različnih barv, ki so morala biti druge barve, kot dresi igralcev in tudi vidna (fluorescentno rumena).
Sodnik zagotavlja mirno in spoštljivo tekmo in je vir samodiscipline komuniciranja. Njegova ocena je ključna pri oceni trave, vremena in igre in lahko odloči kadarkoli o prekinitvi tekme, ker bi lahko škodovala igralcem, ekipi ali igri.

## Igralci
Moštvo sestavlja 11 igralcev. Eden izmed njih je vratar, njegova oprema se mora razlikovati od opreme soigralcev. Ostali igralci se delijo na obrambne igralce, igralce sredine in napadalce. Ta delitev je neuradna in se nanaša na »usmeritev« posameznih igralcev, za samo igro pa je popolnoma nepomembna, saj npr. ob prekinitvah, ko se pričakuje podajo v kazenski prostor, večkrat priskočijo napadalcem na pomoč tudi obrambni igralci, ki so praviloma višji od hitrih napadalcev. Poleg tega se lahko igralcem med igro spremeni njihova vloga, če to zahteva sprememba taktike. Taktično postavitev opišemo s tremi številkami, katerih vsota je 10. Postavitev 3 - 5 - 2 tako pomeni, da so po trenerjevi zamisli trije igralci v obrambni vrsti, pet jih povezuje igro na sredini igrišča, dva pa sta napadalca.

## Pravila
Cilj igre
Cilj ekipe je, dati nasprotni ekipi več golov. Če obe moštvi dosežeta enako število zadetkov, je rezultat neodločen. Igra se lahko konča, če pa tekmovalni sistem zahteva, da eno moštvo kljub vsemu zmaga, se odigrata dva podaljška, ki trajata vsak po največ 15 minut. V podaljških je v letih od 1993 do 2002 lahko veljalo pravilo zlatega, srebrnega gola in bronastega gola. Zlati gol pomeni, da če igralec doseže gol v podaljšku njegova ekipa zmaga v tistem trenutku. Zadnje čase pa se uveljavljata pravilo srebrnega in bronastega gola. Srebrni gol pomeni, če neki igralec v podaljšku zadane gol, rezultat pa do konca tistega podaljška ni izenačen zmaga ekipa, ki je zabila več golov, bronasti gol pa pomeni, da tekma klub temu tekma ni končana do izteka obeh podaljškov. Če tudi po podaljških ni zmagovalca, ga odloči izvajanje najstrožjih kazni.
Najprej strelja 5 igralcev iz vsake ekipe nato pa po en igralec dokler ena ekipa ne zmaga.
Pomemben del vzdrževanja nogometne igre je tako imenovani prepovedani položaj (angl. offside), ki označuje prepoved organizacije napada preko zasede. Sprva je pravilo prepovedanega položaja pomenilo predvsem pravilo prepovedi podaje igralcu, ki bi bil pred samo žogo. Ekipe so bile zastavljene izrazito napadalno, saj je moral napadalec ob široki postavitvi prebiti obrambno vrsto sam in tako doseči zadetek. Prepovedani položaj se je že nekaj let kasneje spremenil (v sedemdesetih letih 19.stoletja), da bi omogočil več podaj in bolj zanimivo igro, spremenil pravilo v prepoved podaje za hrbet zadnjemu obrambnemu igralcu nasprotnika.
Trajanje igre
Redni del igre je razdeljen na dva polčasa, vsak je dolg 45 minut. To je le okvirna vrednost, ker ni uradnega merjenja časa, tako da je odločitev o koncu polčasa odvisna od glavnega sodnika. Proti koncu polčasa mu četrti sodnik pokaže, koliko časa se je izgubilo s prekinitvami in glavni sodnik praviloma za toliko podaljša polčas.
Kazni
Igra praviloma naj bi vsebovala minimalno število kontaktov in prekrškov. Igralci nogometa lahko posežejo v posest žoge na dovoljen način in v najmanjši možni meri posežejo v igro nasprotnika dokler ta ne napravi napake. Prekršek praviloma pomeni izvajanje kazenskega strela, kar pomeni da oškodovana ekipa lahko v miru in brez naglice organizira igro s točke prekrška. Glavni sodnik lahko kaznuje igralca z rumenim kartonom. Če v isti tekmi prejme isti igralec drugi rumeni karton, mu sodnik pokaže najprej rumenega in nato še rdeč karton, igralec mora zapustiti igro in na naslednji tekmi ne sme igrati. Vsak karton ostane v evidenci tudi po igri, ko igralec v več igrah zbere tri ali štiri rumene kartone (odvisno od tekmovalnega sistema), na naslednji tekmi ne sme igrati. Če igralec prejme rdeči karton, mora takoj zapustiti igrišče in ne sme odigrati vsaj naslednje tekme. Število tekem, na katerih ne sme igrati, določi tekmovalna komisija, ki se sestane po tekmi. S kartoni se kaznujejo grobi prekrški (npr. če igralec podre nasprotnika in se pri tem ne dotakne najprej žoge), namerno zavlačevanje ob prekinitvah, ugovarjanje sodniškim odločitvam in podobne nešportne poteze. Tudi če sodnik kakšne nešportne poteze ni kaznoval s kartonom, lahko tekmovalna komisija po tekmi pregleda posnetek in igralcu določi kazen v številu tekem, ki jih ne sme odigrati. Trenerja in vse ostale funkcionarje lahko odstrani s klopi, kartona pa jim ne sme pokazati.

### Kodeks
Igralci in vsi vpleteni v igro kažejo željo po pravičnosti in spoštljivosti in ohranjajo ugled igre. Vsem zagotavljajo zasebnost, dostojanstvo in osebne pravice za vsako človeško bitje. Ne tolerirajo diskriminacije na račun starosti, rase, spolne naravnanosti, političnega prepričanja, osebnega videza, verskega prepričanja, spola, narodnosti ali drugega kriterija. Vsem se omogoči poštena igra in uporaba zakonov in norm. Prizadevamo si za svet brez drog in dopinga. Prizadevamo si proti korupciji in podkupovanju, ne želimo poseči v rezultate zaradi stav, stavnic ali biti vpleteni v posle povezane s stavnicami, ki so vpletene v nogomet. Prizadevamo si, da ne povzročamo dvomljive posege v interes igre in si prizadevamo uresničevati interese FIFE. Smo socialno in okoljsko zavedni.
Prepovedan položaj
Igralec se znajde v prepovedanem položaju, ko stoji za tremi obrambnimi igralci nasprotnega moštva. Položaj igralca se določi ko ta žogo sprejme. Za določanje prepovedanih položajev imamo 5. sodnika ob igrišču, ki po mikrofonu signalizira glavnemu sodniku.

## Organizacija
Krovna organizacija je FIFA, Mednarodna zveza nogometnih združenj (francosko Fédération Internationale de Football Association), posamezna celinska tekmovanja  so pod okriljem celinskih organizacij  (konfederacij), v katere so včlanjene nogometne zveze držav s te celine:
- Evropa: UEFA (angl. Union European Football Association),
- Južna Amerika: CSF, tudi Conmebol (šp. Confederación Sudamericana de Fútbol),
- Severna in Srednja Amerika: CONCACAF (angl. Confederation of North, Central American and Caribbean Association Football),
- Afrika: CAF (fr. Confédération Africaine de Football),
- Azija: AFC (angl. Asian Footbal Confederation),
- Oceanija: OFC (angl. Oceania Football Confederation).

## Tekmovanja
Največje in najbolj odmevno tekmovanje v nogometu je svetovno prvenstvo v nogometu, ki se odvija na 4 leta razmika. Regije imajo tudi svoja regijska prvenstva kot tudi klubska prvenstva. Nogometni klub praviloma tekmuje v ligi, kot jo organizira nacionalna nogometna zveza. Zgodovinsko so se razvila pokalna in ligaška tekmovanja. Pokalno tekmovanje zahteva prijave klubov, ki potem tekmujejo v več krogih, kjer poraženec izpade s tekmovanja. Ligaška tekmovanja zbirajo rezultate klubov iz mnogih srečanj (ekipe se praviloma srečajo dvakrat), zmagovalec pa je dobitnik največjega zbira točk. Največje klubsko tekmovanje na svetu organizira UEFA in se imenuje Liga prvakov.
FIFA kot največja svetovna organizacija točkuje in vrednoti kvaliteto državnih reprezentanc glede na zadnje in celoletne rezultate. Nogomet je olimpijska disciplina, kjer se udeležijo tekmovanja reprezentance igralcev mlajših od 21 let.